# Kyriacos Triantaphyllides

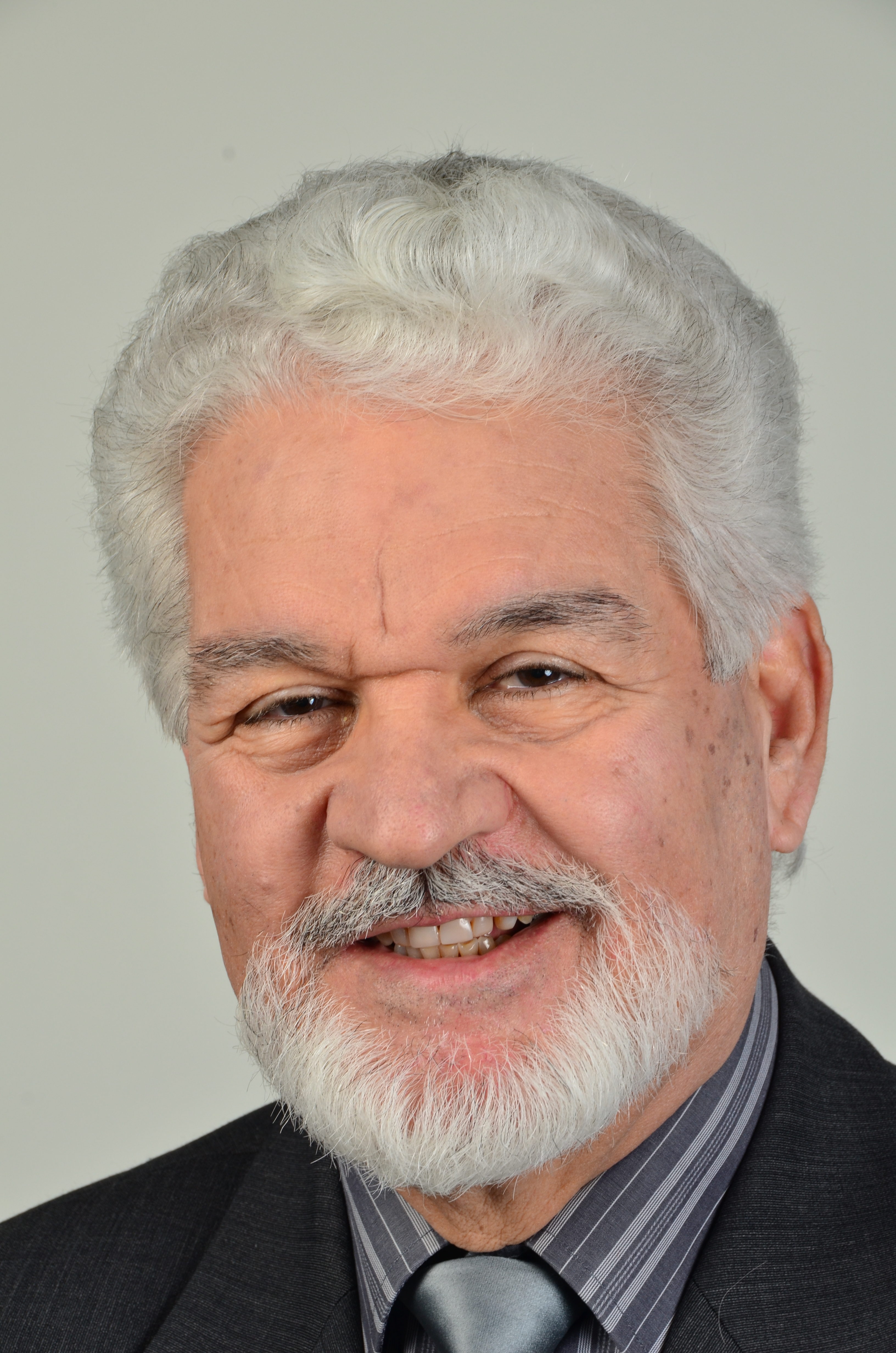
Triantaphyllides, 2014

Kyriacos Triantaphyllides este un om politic cipriot, membru al Parlamentului European în perioada 2004-2009 din partea Ciprului, membru al Partidului Progresist al Muncitorilor AKEL.
1. 1 2  http://archive.fo/Dvtoy Kyriacos TRIANTAPHYLLIDES Verificați valoarea |archive-url= (ajutor) (în engleză), Parlamentul European, arhivat din original la 11 august 2019, accesat în 11 august 2019
2. 1 2 3 4 5 6 7  http://archive.fo/1Dar8 ΚΥΡΙΑΚΟΣ ΤΡΙΑΝΤΑΦΥΛΛΙΔΗΣ-ΑΚΕΛ Verificați valoarea |archive-url= (ajutor) (în greacă), Parlamentul European, arhivat din original la 11 august 2019, accesat în 11 august 2019
3. ↑  http://archive.fo/hiQ5D Kyriacos TRIANTAPHYLLIDES Verificați valoarea |archive-url= (ajutor) (în engleză), Parlamentul European, arhivat din original la 11 august 2019, accesat în 11 august 2019
4. ↑  http://archive.is/EEcYZ Οι έξι ευρωβουλευτές - Βιογραφικά Verificați valoarea |archive-url= (ajutor) (în greacă), Phileleftheros[*], arhivat din original la 4 martie 2016, accesat în 4 martie 2016
5. 1 2  Κυριάκος Τριανταφυλλίδης (în greacă), arhivat din original la 3 iunie 2008, accesat în 3 iunie 2008